# Unterbözberg
Unterbözberg är en tidigare kommun i distriktet Brugg i kantonen Aargau, Schweiz. Kommunen var före den 1 januari 2013 en egen kommun, men slogs då samman med kommunerna Gallenkirch, Linn och Oberbözberg till den nya kommunen Bözberg.
Unterbözberg är ingen ort, utan inom den gamla kommunens område finns orterna Neustalden, Vierlinden, Altstalden, Birch, Ursprung, Hafen, Egenwil och Kirchbözberg. Kommunens förvaltning låg i Ursprung.